# Раз
Раз (фр. Raze) — коммуна во Франции, находится в регионе Франш-Конте. Департамент — Верхняя Сона. Входит в состав кантона Се-сюр-Сон-э-Сент-Альбен. Округ коммуны — Везуль.
Код INSEE коммуны — 70439.

## География
Коммуна расположена приблизительно в 310 км к юго-востоку от Парижа, в 38 км севернее Безансона, в 12 км к западу от Везуля.
По территории коммуны протекает небольшая река Мулен (фр. Moulin).

## Население
Население коммуны на 2010 год составляло 331 человек.
| 1962 | 1968 | 1975 | 1982 | 1990 | 1999 | 2010 |
| ---- | ---- | ---- | ---- | ---- | ---- | ---- |
| 220  | 242  | 232  | 320  | 351  | 354  | 331  |

## Администрация
| Период | Период | Фамилия        | Партия | Примечания |
| ------ | ------ | -------------- | ------ | ---------- |
| 2001   | 2008   | Жерар Пеллетье |        |            |
| 2008   | 2010   | Жоэль Жанньо   |        |            |

## Экономика

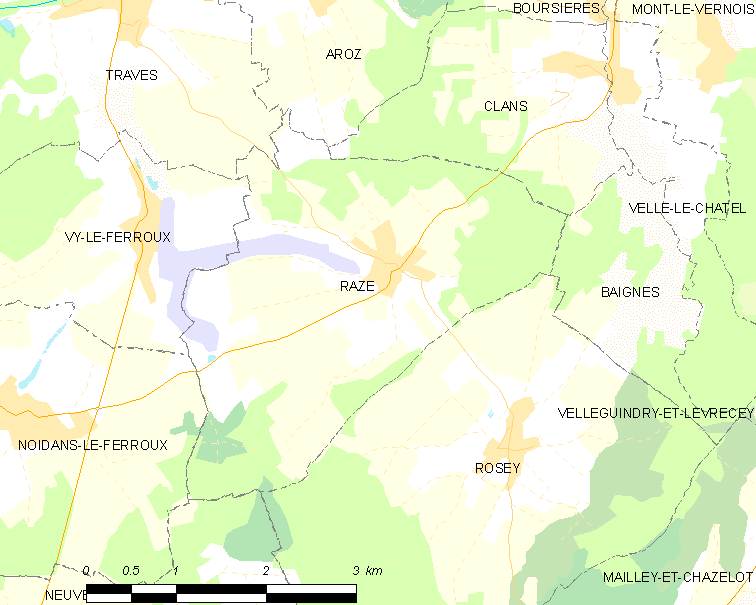
Карта коммуны

В 2010 году среди 215 человек трудоспособного возраста (15—64 лет) 160 были экономически активными, 55 — неактивными (показатель активности — 74,4 %, в 1999 году было 69,5 %). Из 160 активных жителей работали 149 человек (79 мужчин и 70 женщин), безработными было 11 (6 мужчин и 5 женщин). Среди 55 неактивных 14 человек были учениками или студентами, 28 — пенсионерами, 13 были неактивными по другим причинам.